# DP6 architectuurstudio
DP6 architectuurstudio is een Nederlands architectenbureau met projecten op het gebied van utiliteitsbouw, woningbouw, infrastructuur, stedenbouw, landschap en interieur.

## Oprichting
DP6 architectuurstudio is in 1999 opgericht door Chris de Weijer en Robert Alewijnse. In 2010 is Richelle de Jong als partner tot de directie van DP6 architectuurstudio toegetreden. De naam DP6 is afgeleid van het adres van het onderkomen van DP6: Doelenplein 6 in Delft.

## Gebouwen
DP6 heeft een uiteenlopend repertoir aan gebouwen. Het meest in het oog springende gebouw is het langs de A12 gelegen infotainmentcenter CineMec in Ede. Het gebouw is geïntegreerd in de geluidswal, waarbij de filmzalen als rode dozen uit de wal steken. Het project is een voorbeeld van dubbel grondgebruik: er wordt aan de ene kant ruimte bespaard door het infotainmentcenter in de wal te bouwen en daarnaast zorgt de geluidsisolerende werking van de bioscoopzalen ervoor dat het gebouw als geluidswal kan dienen.
Een ander noemenswaardig gebouw van DP6 is het in 2007 opgeleverde kantoor van de belastingdienst in Apeldoorn, het Walterboscomplex. De twee 60 meter hoge glazen torens zijn amorf van vorm. Doordat het glas van de gevel tot de vloer doorloopt is er vanuit de werkplekken optimaal uitzicht op het landschap van de Veluwe. De torens contrasteren met de al bestaande gebouwen van het complex, die in de jaren 60 zijn ontworpen door de architect Zanstra. Ook contrasteren ze met het door Neutelings Riedijk architecten ontworpen plintgebouw van het complex.

## Selectie werken

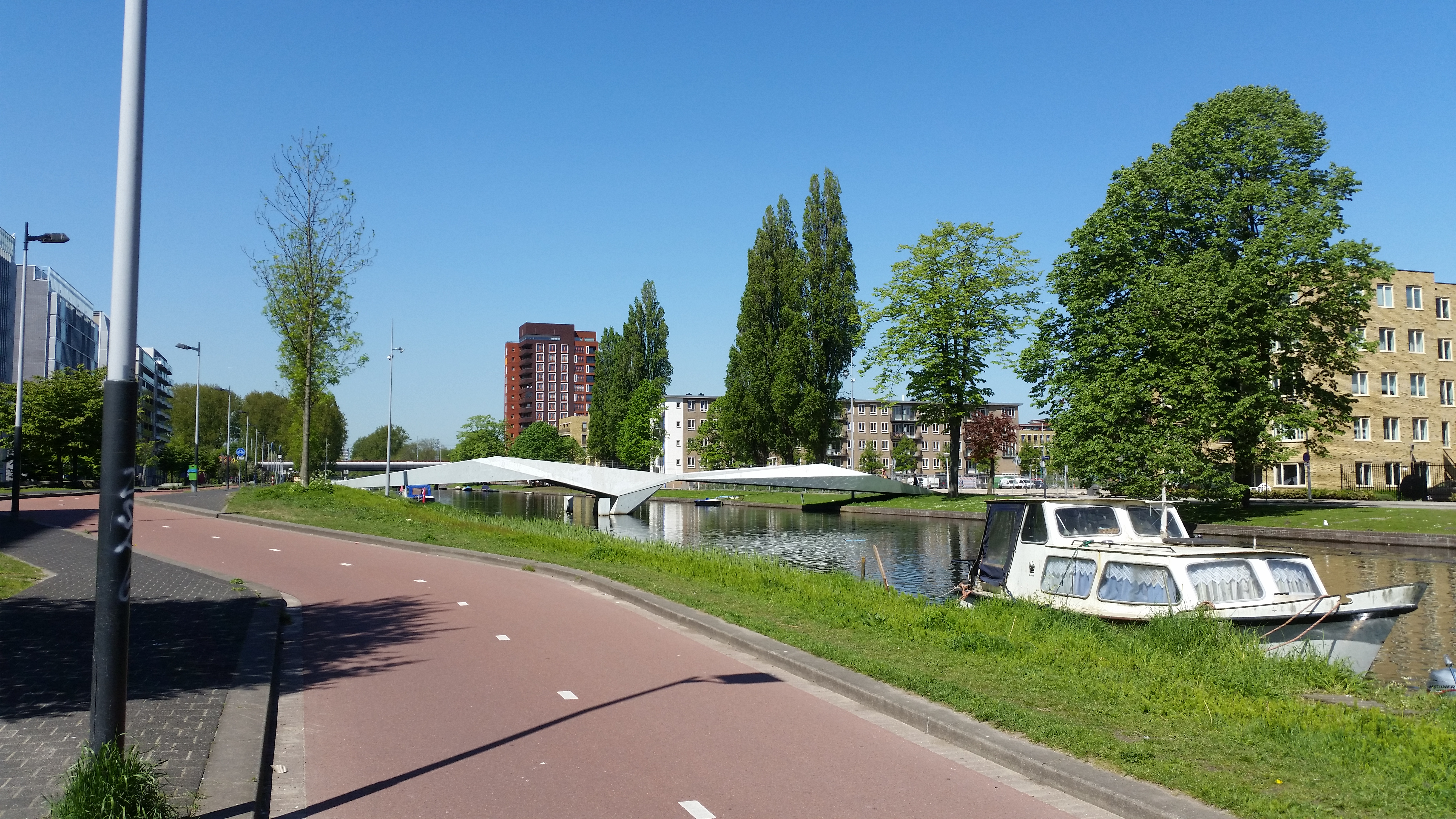
Voet- en fietsbrug Erasmusgracht

- De Groene stad, Floriade 2002, Hoofddorp (2002)
- Walterboscomplex, Apeldoorn (2007)
- Kinepolis Emmen (2007)
- Villa Schipper De Leeuw, Driebergen (2007)
- Pathé Ede (CineMec), Ede (2009)
- Radix, Wageningen (2009)
- Bedieningsgebouw Volkeraksluizen, Willemstad N-B (2009)
- Voet- en fietsbrug Erasmusgracht, Amsterdam (2010)
- HU Amersfoort gebouw, deel van Hogeschool Utrecht (2010)
- Sint-Nicolaaslyceum, Amsterdam (2013)
- Krimpenerwaard College, Krimpen aan den IJssel (2015)
- Samen Kansrijk, Drachten (2024)